# Kodarma
Kodarma là một thành phố và là một khu vực quy hoạch (notified area) của quận Kodarma thuộc bang Jharkhand, Ấn Độ.

## Địa lý
Kodarma có vị trí 24°28′B 85°36′Đ / 24,47°B 85,6°Đ Nó có độ cao trung bình là 375 mét (1230 feet).

## Nhân khẩu
Theo điều tra dân số năm 2001 của Ấn Độ, Kodarma có dân số 17.160 người. Phái nam chiếm 53% tổng số dân và phái nữ chiếm 47%. Kodarma có tỷ lệ 63% biết đọc biết viết, cao hơn tỷ lệ trung bình toàn quốc là 59,5%: tỷ lệ cho phái nam là 71%, và tỷ lệ cho phái nữ là 53%. Tại Kodarma, 17% dân số nhỏ hơn 6 tuổi.